# Chytridiales
Chytridiales es un orden de hongos quitridios de la división Chytridiomycota que incluye dos familias y varios géneros de posición incierta. 
Los miembros de este orden son hongos unicelulares que pueden ser saprofitos de polen, queratina y celulosa o parásitos de algas, plantas y animales. La reproducción es asexual y se realiza por zoosporas.

## Taxonomía
Contiene las siguientes familias y géneros:
- Chytridiaceae
  - Chytridium
  - Cylindrochytrium
  - Dangeardia
  - Dangeardiana
  - Dendrochytridium
  - Irineochytrium
  - Loborhiza
  - Macrochytrium
  - Nowakowskia
  - Phlyctochytrium
  - Physorhizophidium
  - Polyphagus
  - Polyphlyctis
  - Pseudopileum
  - Rhopalophlyctis
  - Saccomyces
  - Scherffeliomyces
  - Scherffeliomycopsis
  - Septosperma
  - Solutoparies
  - Sparrowia
  - Sporophlyctidium
  - Sporophlyctis
  - Dinochytrium
  - Zygorhizidium
- Chytriomycetaceae
  - Chytriomyces
  - Rhizoclosmatium
  - Rhizidium
  - Podochytrium
  - Obelidium
  - Siphonaria
  - Entophlyctis
  - Physocladia
  - Asterophlyctis
  - Fayochytriomyces
  - Avachytrium
  - Odontochytrium
  - Rodmanochytrium
- Géneros Incertae sedis:
  - Achlyella
  - Achlyogeton
  - Coralliochytrium
  - Delfinachytrium
  - Pseudorhizidium
  - Dermomycoides
  - Dictyomorpha
  - Ichthyochytrium
  - Mucophilus
  - Myiophagus
  - Plasmophagus
  - Rhizidiocystis
  - Rhizosiphon
  - Sagittospora
  - Septolpidium
  - Trematophlyctis